# Stotra
Con il termine di genere neutro stotra (devanāgarī: स्तोत्र) si indica nella cultura religiosa hindū un inno che la cui recitazione viene cantata. In genere gli stotra celebrano le caratteristiche di un dio o di una dea, come Devī, Śiva, o Visnù. 
Tra gli stotra più diffusi nello hindūismo si ricordano:
- Lalitha Sahasranama, uno sahasranama a Devi o Lalita, celebra la divinità come Madre Divina e il suo shakti (la sua potenza); è un inno descritto nel Brahmanda Purana ed è uno dei testi più sacri dell'induismo: fu recitato alla fine di una conversazione tra Hayagriva, avatar di Viṣṇu, e il grande saggio Agastya. Viene recitato giornalmente (generalmente al mattino) per ottenere protezione dai pericoli, prosperità, eloquenza e fama, o come rituale espiatorio.
- Shri Rudram Chamakam, uno stotra vedico dedicato a Rudra, un antico aspetto di Śiva; è anche conosciuto come Sri Rudraprasna, Satarudriya, e Rudradhyaya. È composto di due testi tratti dal quarto libro del Taittiriya Samhita, a sua volta parte dello Yajurveda di Krishna; la prima parte, Shri Rudram, corrisponde al capitolo 5, e la seconda, Camakam, al 7. Come parte dello Yajurveda, il secondo testo vedico più antico dopo il Rigveda, il testo potrebbe avere 3000 anni o essere ancora più antico; è molto importante nella religione vedantica, in cui è interpretato come l'identificazione di Śiva con Viṣṇu, dipingendolo quindi come il Brahman Universale. Recitando questo testo si chiede il perdono dei peccati e l'attuazione dei propri desideri.
- Viṣṇusahasranāma (letteralmente "I mille nomi di Viṣṇu") è la lista dei 1000 nomi di Viṣṇu, risposta alle domande di Yudhisthira concesse sul letto di morte da Bhisma: recitando i 1000 nomi la mente si calma, ci si libera dello stress, dalle paure e dalle malattie, e si allontana il male dalla propria vita.

Altri stotra molto noti sono:
- Sri Ramraksha Stotra
- Sri Maruti Stotra